# アレクサンダー・ハック
アレクサンダー・ハック（Alexander Hack、1993年9月8日 - ）は、ドイツのサッカー選手。ポジションはDF。アル・カーディシーヤFC所属。

## 経歴
2014年1月、1.FSVマインツ05に移籍し、2軍のスタメンに名を連ねた。
2017年6月、マインツと2022年まで契約を延長した。
2023年8月14日、アル・カーディシーヤFCに移籍した。